# رامون إيساسي
رامون إيساسي (بالإسبانية: Juan Ramón Isasi)‏ هو مدرب كرة قدم ولاعب كرة قدم باراغواياني في مركز الهجوم، ولد في 22 سبتمبر 1959 في أسونسيون في باراغواي. لعب مع نادي أونيفرسيداد كاتوليكا.